# Ivato International Airport
Ivato International Airport är en flygplats i Madagaskar. Den ligger i den centrala delen av landet, 14 km norr om huvudstaden Antananarivo. Ivato International Airport ligger 1 279 meter över havet.
Terrängen runt Ivato International Airport är platt, och sluttar söderut. Runt Ivato International Airport är det mycket tätbefolkat, med 8 342 invånare per kvadratkilometer. Närmaste större samhälle är Antananarivo, 14,3 km söder om Ivato International Airport. Omgivningarna runt Ivato International Airport är huvudsakligen savann.